# The Moment
The Moment – album saksofonisty Kenny’ego G, wydany w 1996 roku. Uplasował się on na szczycie notowania Contemporary Jazz Albums, na pozycji #2 listy Billboard 200, a także #9 R&B/Hip-Hop Albums oraz #16 Canadian Albums. 

## Lista utworów
1. „The Moment” – 6:00
2. „Passages” – 5:58
3. „Havana” – 8:31
4. „Always” – 5:34
5. „That Somebody Was You” – 5:01
6. „The Champion's Theme” – 4:22
7. „Eastside Jam” – 5:09
8. „Moonlight” – 5:59
9. „Gettin' on the Step” – 4:15
10. „Every Time I Close My Eyes” – 4:58
11. „Northern Lights” – 5:00
12. „Innocence” - 3:59

## Single
| Rok  | Tytuł        | Pozycje na listach    | Pozycje na listach                  | Pozycje na listach |
| Rok  | Tytuł        | US Adult Contemporary | US Hot R&B/Hip-Hop Singles & Tracks | US Hot 100         |
| ---- | ------------ | --------------------- | ----------------------------------- | ------------------ |
| 1996 | „The Moment” | #16                   | #62                                 | #63                |
| 1997 | „Havana”     |                       |                                     | #66                |